# Sri Lankas riksvapen
Sri Lankas riksvapen antogs 1972 i samband med att landet blev republik, och utformades av Venerable Mapalagama Vipulasara Maha Thera. Vapnet innehåller två viktiga buddhistiska symboler - stjärnlotusen och hjulet. Där finns även en kruka med ris som ett tecken för välstånd samt solen och månen som uttryck för hoppet om att landet ska bestå för lång tid framåt. I vapnets centrum finns ett lejon som håller ett svärd.  Lejonet med svärdet samt lotusblommorna fanns även på det ceylonesiska riksvapnet som var i bruk mellan 1954 och 1972.